# 소첨도
소첨도(小砧島)는 경상남도 하동군 진교면에 있는 섬이다. 특정도서로 지정하여 관리되고 있다.

## 특정도서
소첨도는 희귀식물인 모감주나무 군락지가 있으며, 거머리말 군락이 발달하여 독도 등 도서지역의 생태계보전에 관한 특별법에 의거 특정도서로 지정되었다.
- 지정번호 : 제86호
- 면적 : 2,777m2
- 지번 : 경상남도 하동군 진교면 술상리 산133